# Aníbal Hernández
Aníbal Hernández, vollständiger Name Aníbal Gabriel Hernández de los Santos, (* 29. Juni 1986 in Montevideo) ist ein uruguayischer Fußballspieler.

## Karriere
Der 1,71 Meter große Mittelfeld- bzw. Offensivakteur Hernández debütierte als 17-Jähriger in der ersten Mannschaft des La Luz FC. Dort stand zu Beginn seiner Karriere von der Apertura 2006 bis in die Clausura 2008 im Mannschaftskader in der Segunda División. Während seiner Zeit bei La Luz trainierte er auch zwei Monate zur Probe bei Peñarols seinerzeit von Rosario Martínez betreuten Mannschaft der Tercera División mit. Einen Vertrag erhielt er jedoch nicht. In der Saison 2008/09 spielte er für den Erstligisten Racing und erzielte in jener Spielzeit zwei Tore. In der Saison 2009/10 wurde er zunächst für sechs Monate an Deportivo Maldonado und danach ein halbes Jahr an Sud América ausgeliehen. Anschließend kehrte er zu Racing zurück. In den Spielzeiten 2010/11 und 2011/12 lief er dort in 12 bzw. 26 Partien der Primera División auf und schoss ein bzw. acht Saisontore. Im Juli wechselte er zum Ligakonkurrenten Defensor Sporting. In der Saison 2012/13 absolvierte er 28 Erstligaspiele (fünf Tore) und kam in zwei Begegnungen (kein Tor) der Copa Libertadores zum Einsatz. Es folgten neun weitere Erstligaeinsätze (ein Tor) für die Montevideaner in der Apertura 2013. Anfang Januar 2014 verließ er dann den Klub und schloss sich auf Leihbasis Centro Atlético Fénix an. Dort weist die Statistik in der Clausura 2014 sieben Treffer bei zwölf bestrittenen Erstligaspielen für ihn aus. In der Apertura 2014 wurde er zehnmal (ein Tor) in der höchsten uruguayischen Spielklasse eingesetzt. Im Januar 2015 wurde er seitens Defensor erneut ausgeliehen. Aufnehmender Verein war dieses Mal der Erstligist Club Atlético Cerro. Dort bestritt er in der Clausura 2015 zwölf Erstligaspiele und schoss sechs Tore. Anfang Juli 2015 schloss Hernández sich dem kolumbianischen Verein América de Cali an. Für die Kolumbianer lief er in 27 Ligaspielen der Primera B auf und erzielte vier Treffer. Zudem kam er zweimal (ein Tor) in der Copa Colombia zum Einsatz. Anfang Januar 2017 verpflichtete ihn der Erstligist Atlético Huila, für den er vier Ligaspiele (kein Tor) bestritt. Hernández wechselte im Januar 2018 zu CA Cerro, wo er bei 25 Einsätzen zwei Tore erzielte. In der folgenden Saison wurde er vom kolumbianischen Zweitligisten Deportes Quindío verpflichtet. Er kam drei Mal zum Einsatz und erzielte kein Tor.  2019 wechselte Hernández wieder nach Uruguay. Dort absolvierte er für seinen Verein Club Atlético Villa Teresa acht Spiele und erzielte einen Treffer. Seit Mai 2022 spielt er wieder für den uruguayischen Zweitligisten La Luz FC. Er wurde 58 Mal eingesetzt und erzielte acht Tore (Stand 30.3.25)

## Privates
Hernández wurde im Alter von 18 Jahren Vater eines Sohnes und hat zudem eine Tochter.